# クリストフ・カペル
クリストフ・カペル（Christophe Capelle、1967年8月15日 - ）は、フランス、コンピエーニュ出身の元自転車競技選手。

## 来歴
1990年
- ヘセン・ルントファールト 総合優勝

1992年
- ジロ・デ・イタリア 初出場、総合106位

1993年
- ツール・ド・フランス 初出場、総合115位。

1996年
- アトランタオリンピック
  -  団体追抜 優勝（+ フランシス・モロー、フィリップ・エルムノー、ジャン＝ミシェル・モナン）

1998年
- パリ〜ニース 区間1勝(第8)

1999年
- ツール・ド・フランス ポイント賞部門 3位

2000年
- フランス選手権 個人ロードレース 優勝